# Пают (округ, Юта)
Шаблон:StateAbbr_ 38°20′ пн. ш. 112°08′ зх. д. / 38.34° пн. ш. 112.13° зх. д.
Округ Пают (англ. Piute County) — округ (графство) у штаті Юта, США. Ідентифікатор округу 49031.

## Історія
Округ утворений 1865 року.

## Демографія
За даними перепису 2000 року загальне населення округу становило 1435 осіб, усе сільське. Серед мешканців округу чоловіків було 733, а жінок — 702. В окрузі було 509 домогосподарств, 390 родин, які мешкали в 745 будинках. Середній розмір родини становив 3,25.
Віковий розподіл населення поданий у таблиці:
| Стать    | До 15 років | 15-21 | 22-29 | 30-39 | 40-49 | 50-65 | 65-85 | Понад 85 |
| -------- | ----------- | ----- | ----- | ----- | ----- | ----- | ----- | -------- |
| Чоловіки | 177         | 83    | 50    | 75    | 90    | 136   | 103   | 19       |
| Жінки    | 166         | 66    | 51    | 66    | 95    | 135   | 104   | 19       |

## Суміжні округи
- Севір — північ
- Вейн — схід
- Гарфілд — південь
- Бівер — захід